# مگس‌گیر کاکلی آبی‌قبا
مگس‌گیر کاکلی آبی‌قبا (نام علمی: Trochocercus cyanomelas) نام یک گونه از سرده دم‌گردها است.